# Aram (land)
Aram (Aramees: ܐܪ̈ܡ, Orom) verwijst naar het Aramese thuisland en in de oudheid een regio in de Levant en Mesopotamië. Het gebied wordt in vroege spijkerschriften en in de Bijbel genoemd. Het gebied van Aram ontwikkelde zich niet tot een groot rijk, het bestond uit een aantal staten in Mesopotamië, de Levant en Babylonië. Sommige van deze Aramese staten worden genoemd in het Oude Testament.

## Geografische ligging
De geografische ligging van Aram bevatte Noord-Mesopotamië en de Levant. Dit gebied omvat nu stukken van Zuidoost-Turkije, Syrië, Libanon en Irak.

## Aramese koninkrijken
Vanaf de 12e eeuw voor Christus stichtten de Arameeërs verschillende staten in de Levant en Mesopotamië en tribale staatsbesturen in Babylonië. De belangrijkste Aramese koninkrijken staten waren: Nasibina, Aram-Damascus, Bit-Zamani, Bit-Halupe, Aram Zobah, Hamath, Bit-Adini, Bit-Gabbari. Veel Aramese koninkrijken en stadsstaten beginnen met de benaming 'Aram' om de Aramese oorsprong te benadrukken, of met 'Bit/Beth', dat 'huis van' betekent.

### In Mesopotamië
In de Mesopotamië stichtten de Arameeërs: Nasibina, Bit-Zamani, Bit Halupe, Paddan-Aram, Bit-Gabiri, Gidara, Bit-Adini, Bit-Bahiani/Tell Halaf, Bit-Yahiri, Beth Aramaye, Aram-Naharaim.

### In de Levant
In de Levant stichtten de Arameeërs: Aram-Zobah, Aram-Rehob, Aram-Damascus,, Bit-Agussi, Hamath, Aram-Makah, Aram-Geshur en Bit-Agusi.

### In Babylonië
In Babylonië: Puqudu, Gambulu, Itu'a, Hattalu, en Ru'ua.

## In de Bijbel
Aram speelt een belangrijke rol in de Bijbel. Aram als land wordt verscheidene keren benoemd in de Bijbel.
Na de wereldwijde overstroming die in Genesis wordt genoemd, werd Sem de vader van Aram, wiens nakomelingen het volk Arameeërs werden genoemd(Genesis 10:22), die zich vestigden in het gebied van Mesopotamië. Later riep God Abraham uit dat gebied. Abraham wordt een 'zwervende Arameeër' genoemd in Deutoronomie 26:5. In Kanaän stuurde Abraham zijn knecht om Isaak een vrouw te zoeken, en hij stuurde de knecht naar de familie van zijn broer, die in Aram-Naharaim woonde, vlak bij de rivieren de Tigris en de Eufraat (Genesis 24:10). Rebekah en haar broer Laban woonden beiden in Aram, en later wordt vermeld dat Jacob naar Paddam-Aram vluchtte (Genesis 28:5).
In het Oude Testament vochten de Arameeërs van Aram regelmatig tegen Israël. Een van de eerste conflicten tussen Israël en Aram was in de tijd van de rechters, toen de koning van Aram-Naharaim door God werd gebruikt om de Israëlieten acht jaar lang te onderwerpen vanwege hun afgoderij (Rechters 3:7-8). Toen de Israëlieten zich bekeerden, liet God Othniel, de jongere broer van Kaleb, opstaan om hen van de Arameeërs te bevrijden (Rechters 3:9-11). In de tijd van de koningen vochten de Arameeërs vaak tegen Israël, vooral tijdens het bewind van David (2 Samuël 8:3-10; 10:6-8; 1 Kronieken 18:3-4). Ben-Hadad, een van de machtigere heersers van Aram, vocht tegen het noordelijke koninkrijk Israël, maar hij faalde in zijn aanval omdat de Heer beloofde het enorme Aramese leger in handen van koning Achab te geven (1 Koningen 20:12-13) . Bovendien was het door de Arameeërs dat de slechte Achab zijn ondergang tegemoet ging, zoals de profeet Micha had geprofeteerd (1 Koningen 22:28, 37-38).
Interessant is dat de bekeringservaring van Paulus plaatsvond in de geografische locatie Damascus in Syrië, in die tijd gecontroleerd door de Romeinen. Paulus zag de opgestane Heer Jezus op de weg naar Damascus, waar hij naartoe reisde om christenen te vervolgen (Handelingen 9:1-6). Op de weg naar Damascus gaf Jezus Paulus de opdracht om de apostel van de heidenen te zijn en verklaarde: “Ik zal je redden van je eigen volk en van de heidenen. Ik zend u naar hen toe om hun ogen te openen en hen van de duisternis naar het licht te leiden, en van de macht van satan naar God, zodat zij vergeving van zonden kunnen ontvangen en een plaats krijgen onder degenen die geheiligd zijn door het geloof in mij” (Handelingen 26:17–18).
Het was ook in een Syrische/Aramese stad, Antiochië, dat gelovigen in Christus voor het eerst christenen werden genoemd (Handelingen 11:26). Barnabas had Paulus meegenomen naar Antiochië om daar tijd door te brengen in de kerk, en ze onderwezen beiden "een groot aantal mensen" tijdens hun verblijf (Handelingen 11:25-26), en "de kerk in Antiochië was voorbestemd om de uitvalsbasis te worden voor Paulus' zendingsreizen” (Stanley Toussaint, Bible Knowledge Commentary, John Walvoord en Roy Zuck, red., David C. Cook, 1983, p. 383).

## Taal
Met de verspreiding van de Arameeërs in grote aantallen door Mesopotamië en de Levant werd de Aramese taal de lingua franca van het hele Midden-Oosten. Het heeft gediend als een taal van het openbare leven en bestuur van oude koninkrijken en rijken, en ook als een taal van goddelijke aanbidding en religieuze studie. Het vertakt zich vervolgens in verschillende Neo-Aramese talen die in de moderne tijd nog steeds worden gesproken.

## Na verovering
Na verovering van Aram hebben de Arameeërs enkele periodes van onafhankelijk gekend. Het Aramese koninkrijk Osroene was hier een van. Daarnaast splitste het Palmyreense Rijk zich voor korte duur van het Romeinse rijk onder Aramese koningin Zenobia.